# Hartwig II. (Regensburg)
Hartwig II. von Spanheim († 22. August 1164), in älterer Literatur oft als Hartwig II. von Ortenburg bezeichnet, war 22. Bischof von Regensburg und Fürstbischof im Hochstift Regensburg von 1155 bis 1164.
Hartwig II. von Spanheim stammte aus dem Geschlecht der Spanheimer und war Neffe des 19. Bischofs Hartwig I. von Spanheim und Großneffe des neunten Erzbischofs von Magdeburg Hartwig von Spanheim. Sein Vater war der Herzog von Kärnten Engelbert II., seine Mutter Uta, Tochter Ulrichs von Passau.
Im Jahre 1147 tritt er als Domherr zu Passau mit dem Weihegrad eines Diakons auf. Am 18. März 1150 oder 1151 schenkt Hartwig als Domherr zu Salzburg, gemeinsam mit seinen Brüdern Engelbert III. und Rapoto I., zwei Gehöfte als Seelgerät für seine verstorbenen Eltern an das Salzburger Domkapitel. Im Sommer 1155 wird Hartwig Bischof von Regensburg.
Er begleitete 1158 Kaiser Friedrich I. nach Italien. Mit Heinrich dem Löwen führte er 1161 eine Fehde wegen Burg Donaustauf.
Im Domkreuzgang zu Regensburg ließ Hartwig die Allerheiligenkapelle errichten, welche er sich als Begräbnisstätte auswählte.

## Rezeption
Otto von Freising wertet ihn als Hartwicus Ratisponensis episcopus inutilis.